# Antoigné
Antoigné är en kommun i departementet Maine-et-Loire i regionen Pays de la Loire i nordvästra Frankrike. Kommunen ligger i kantonen Montreuil-Bellay som tillhör arrondissementet Saumur. År 2022 hade Antoigné 450 invånare.

## Befolkningsutveckling
Antalet invånare i kommunen Antoigné
| Referens: INSEE |